# Fredrik Vilhelm III av Preussen
Fredrik Vilhelm III (ty. Friedrich Wilhelm III.), född 3 augusti 1770 i Potsdam, död 7 juni 1840 i Berlin, var kung av Preussen från 1797 till sin död, samt kurfurste av Brandenburg från trontillträdet till det tysk-romerska rikets upplösning 1806.  
Han var son till Fredrik Vilhelm II och Fredrika Louise av Hessen-Darmstadt samt far till de preussiska kungarna Fredrik Vilhelm IV och Vilhelm I, den senare utropades 1871 till tysk kejsare. 

## Biografi
Fredrik Vilhelm var en redbar karaktär, men utan större energi och begåvning. Han gjorde visserligen slut på det frivola hovlivet och det inskränkta styret, då han avskedade faderns gunstlingar, men fortsatte den franskvänliga neutralitetspolitiken, som grundlagts genom freden i Basel 1795. Denna politik slutade med katastrof. När Napoleon korsade Preussens planer på att ta kontrollen över Hannover, kunde Fredrik Vilhelm, som var starkt beroende av sin omgivning, inte hålla stånd mot krigspartiet vid hovet, och bröt oförberett med Frankrike 1806. Preussiska armén gjorde i det följande kriget ett fullständigt sammanbrott, Fredrik Vilhelm måste fly till Ostpreussen och i freden i Tilsit 1807 avträda närmare halva sitt rike. Under dessa motgångar hade Fredrik Vilhelm ett starkt stöd av sin drottning Louise av Mecklenburg-Strelitz, som var en starkare karaktär än han själv.
Nederlaget banade dock väg för reformvänliga krafter, och en period av livligt reformarbete inleddes, främst riktat mot att bryta ned ståndsskrankorna, rationalisera administrationen samt reorganisera militären efter moderna principer. Reformarbetets upphovsman friherre von Stein avskedades visserligen redan 1808, men reformerna fortsatte, om än mera försiktigt, under Karl August von Hardenberg 1810–1812.
1812 tvingades Fredrik Vilhelm av Napoleon till att ingå ett förbund mot Ryssland. När ryska fälttåget brutit fransmännens övermakt, var Fredrik Vilhelm obeslutsam och viljesvag, osäker om sin position, tills den nationella rörelsen och hans egna truppers övergång till ryssarna genom Tauroggenkonventionen tvingade honom att handla. I februari 1813 slöt han förbund med Ryssland, och i mars gjorde han den, av en ämbetsman författade, kända appellen "An mein Volk". Hären organiserades nu på allmänna värnpliktens grund.
Sedan Preussen vid Wienkongressen 1815 fått full territoriell upprättelse och Fredrik Vilhelm inträtt i Heliga alliansen, fick de reaktionära grupperna vid hovet åter inflytande. Ett löfte om en författning som avgetts under frihetskriget infriades ej, och frihetsrörelsen förföljdes. Fredrik Vilhelm anslöt sig nu helt till den tvångspolitik, som formulerats av Karlsbadbesluten och Troppauprotokollen. I ersättning för den uteblivna författningen inrättades provinslantdagar 1823. Fredrik Vilhelms religiösa intressen tog sig uttryck i den så kallade unionen 1817, som skulle närma reformerta och lutheraner. Den preussiska tullpolitiken införde genom tullagen 1818, som var frihandelsvänlig och sammanband alla preussiska provinser till en enhet, och genom tyska tullföreningen 1834, principer av utomordentlig politisk betydelse.

## Familj
Fredrik Vilhelm var gift två gånger, första gången den 24 december 1793 med Louise av Mecklenburg-Strelitz (född 1776, död 1810), med vilken han fick alla sina barn, och andra gången (morganatiskt) 1824 med grevinnan Auguste von Harrach (född 1800, död 1873).

### Barn
1. Dödfödd dotter 1794.
2. Fredrik Vilhelm IV (1795–1861), gift 1823 med Elisabeth Ludovika av Bayern (1801–1873).
3. Vilhelm I (1797–1888), gift 1829 med Augusta av Sachsen-Weimar (1811–1890).
4. Charlotte (1798–1860), gift 1817 med tsar Nikolaj I av Ryssland (1796–1855).
5. Friederike (1799–1800).
6. Karl (1801–1883), gift 1827 med Marie av Sachsen-Weimar (1808–1877).
7. Alexandrine (1803–1892), gift 1822 med storhertig Paul Fredrik av Mecklenburg-Schwerin (1800–1842).
8. Ferdinand (1804–1806).
9. Luise (1808–1870), gift 1825 med prins Fredrik av Nederländerna (1797–1881).
10. Albrekt (1809–1872), gift 1830 med Marianne av Nederländerna (1810–1883), skilsmässa 1849; från 1853 till sin död morganatiskt med friherrinnan Rosalie von Hohenau.

## Anfäder
|                     |  |  |  |  |  |  |  |                                     |  |  |  |  |  |  |  |                                            |  |  |  |  |  |  |  | Fredrik Vilhelm I av Preussen                     |
|                     |  |  |  |  |  |  |  |                                     |  |  |  |  |  |  |  |                                            |  |  |  |  |  |  |  |                                                   |
|                     |  |  |  |  |  |  |  |                                     |  |  |  |  |  |  |  | August Vilhelm av Preussen                 |  |  |  |  |  |  |  |                                                   |
|                     |  |  |  |  |  |  |  |                                     |  |  |  |  |  |  |  |                                            |  |  |  |  |  |  |  |                                                   |
|                     |  |  |  |  |  |  |  |                                     |  |  |  |  |  |  |  |                                            |  |  |  |  |  |  |  | Sofia Dorotea av Hannover                         |
|                     |  |  |  |  |  |  |  |                                     |  |  |  |  |  |  |  |                                            |  |  |  |  |  |  |  |                                                   |
|                     |  |  |  |  |  |  |  | Fredrik Vilhelm II av Preussen      |  |  |  |  |  |  |  |                                            |  |  |  |  |  |  |  |                                                   |
|                     |  |  |  |  |  |  |  |                                     |  |  |  |  |  |  |  |                                            |  |  |  |  |  |  |  |                                                   |
|                     |  |  |  |  |  |  |  |                                     |  |  |  |  |  |  |  |                                            |  |  |  |  |  |  |  | Ferdinand Albrekt II av Braunschweig-Wolfenbüttel |
|                     |  |  |  |  |  |  |  |                                     |  |  |  |  |  |  |  |                                            |  |  |  |  |  |  |  |                                                   |
|                     |  |  |  |  |  |  |  |                                     |  |  |  |  |  |  |  | Lovisa Amalia av Braunschweig-Wolfenbüttel |  |  |  |  |  |  |  |                                                   |
|                     |  |  |  |  |  |  |  |                                     |  |  |  |  |  |  |  |                                            |  |  |  |  |  |  |  |                                                   |
|                     |  |  |  |  |  |  |  |                                     |  |  |  |  |  |  |  |                                            |  |  |  |  |  |  |  | Antoinette Amalie av Braunschweig-Wolfenbüttel    |
|                     |  |  |  |  |  |  |  |                                     |  |  |  |  |  |  |  |                                            |  |  |  |  |  |  |  |                                                   |
| Fredrik Vilhelm III |  |  |  |  |  |  |  |                                     |  |  |  |  |  |  |  |                                            |  |  |  |  |  |  |  |                                                   |
|                     |  |  |  |  |  |  |  |                                     |  |  |  |  |  |  |  |                                            |  |  |  |  |  |  |  | Ludvig VIII av Hessen-Darmstadt                   |
|                     |  |  |  |  |  |  |  |                                     |  |  |  |  |  |  |  |                                            |  |  |  |  |  |  |  |                                                   |
|                     |  |  |  |  |  |  |  |                                     |  |  |  |  |  |  |  | Ludvig IX av Hessen-Darmstadt              |  |  |  |  |  |  |  |                                                   |
|                     |  |  |  |  |  |  |  |                                     |  |  |  |  |  |  |  |                                            |  |  |  |  |  |  |  |                                                   |
|                     |  |  |  |  |  |  |  |                                     |  |  |  |  |  |  |  |                                            |  |  |  |  |  |  |  | Charlotte av Hanau-Lichtenberg                    |
|                     |  |  |  |  |  |  |  |                                     |  |  |  |  |  |  |  |                                            |  |  |  |  |  |  |  |                                                   |
|                     |  |  |  |  |  |  |  | Fredrika Louise av Hessen-Darmstadt |  |  |  |  |  |  |  |                                            |  |  |  |  |  |  |  |                                                   |
|                     |  |  |  |  |  |  |  |                                     |  |  |  |  |  |  |  |                                            |  |  |  |  |  |  |  |                                                   |
|                     |  |  |  |  |  |  |  |                                     |  |  |  |  |  |  |  |                                            |  |  |  |  |  |  |  | Kristian III av Pfalz-Zweibrücken                 |
|                     |  |  |  |  |  |  |  |                                     |  |  |  |  |  |  |  |                                            |  |  |  |  |  |  |  |                                                   |
|                     |  |  |  |  |  |  |  |                                     |  |  |  |  |  |  |  | Karolina av Birkenfeld-Zweibrücken         |  |  |  |  |  |  |  |                                                   |
|                     |  |  |  |  |  |  |  |                                     |  |  |  |  |  |  |  |                                            |  |  |  |  |  |  |  |                                                   |
|                     |  |  |  |  |  |  |  |                                     |  |  |  |  |  |  |  |                                            |  |  |  |  |  |  |  | Karolina av Nassau-Saarbrücken                    |
|                     |  |  |  |  |  |  |  |                                     |  |  |  |  |  |  |  |                                            |  |  |  |  |  |  |  |                                                   |